# ریچارد موزر

رکس و موزر.

ریشارد موزر (به آلمانی: Richard Moser) کمیسر پلیس و از شخصیت‌های اصلی سریال کمیسر و رکس با بازی توبیاس مورتی است ،اولین شریک وهمبازی رکس بازرس موزر پلیس سخت گیر است در صحنه نهایی فیلم بازرس رکس: درگذشت موزر است، موزر است در حین انجام وظیفه با یک قاتل فراری( با بازی بازیگر معروف آلمانی به نام اولریش تاکر) درگیری پیدا میکند در حالی که او میخواهد معشوق موزر را به قتل برساند، پاتریتسیا نهولد (روانشناس است )که به کمک موزر فرار میکند، بعد او موزر رامی کشد ، و رکس احساسات تقریباً انسانی بر پیکر بی جان موزر در بیمارستان نشان می دهد.